# Strongylopus fasciatus
Strongylopus fasciatus es una especie  de anfibios de la familia Pyxicephalidae.

## Distribución geográfica
Se encuentra en Lesoto, Mozambique, Sudáfrica, Suazilandia, Zambia, Zimbabue y, posiblemente en Botsuana.